# Momtschil Nekow
Momtschil Nekow (bulgarisch Момчил Неков; * 13. Mai 1986 in Silistra)  ist ein bulgarischer Politiker der Bulgarischen Sozialistischen Partei.

## Leben
Nekow ist seit 2014 Abgeordneter im Europäischen Parlament. Dort ist er Mitglied im Ausschuss für Kultur und Bildung und in der Delegation für die Beziehungen zur Volksrepublik China.